# Alhué
Alhué é una comuna de Chile, localizada na Província de Melipilla, na Região Metropolitana de Santiago.
Etimologia:ALWE palavra em idioma Mapuche Mapudungun que significa: alma do morto, que permanece durante um tempo no ambiente acostumado.